# Abdolonyme Ubicini
Ne pas confondre avec Abdolonyme, roi de Sidon.
Jean-Henri-Abdolonyme Ubicini, né à Issoudun le 20 octobre 1818 et mort en décembre 1884, est un homme de lettres, éditeur et historien français.

## Biographie
Issu d'une famille originaire de Lombardie, il fait ses études aux collèges d'Issoudun et de Versailles, puis devient professeur de rhétorique au collège de Joigny en 1839. En 1846, il entreprend un long voyage en Italie, en Grèce, en Turquie et dans les principautés danubiennes. Alors qu'il se trouve à Bucarest, il prend part à la Révolution roumaine de 1848 et devient secrétaire du gouvernement provisoire et de la lieutenance princière. Chassé de Valachie par l'entrée des troupes turco-russes, il séjourne quelque temps à Constantinople. Revenu à Paris, il se fait connaître par une série d'ouvrages historiques et politiques. Il publie en outre des éditions d'auteurs anciens et contribue à diverses publications périodiques et encyclopédiques, dont la Revue de l'Orient qu'il fonde et dirige pendant deux ans.

## Principales publications
- Œuvres de Macrobe, traduction des Saturnales (3 volumes, 1845-1847)
- L'Italie littéraire et artistique, galerie de cent portraits des poëtes, prosateurs, peintres, sculpteurs, architectes et musiciens les plus illustres, avec des notices historiques et anecdotiques par Joseph Zirardini, traduction française par M. Ubicini, précédée d'un discours sur le génie italien par Étienne-Jean Delécluze (1851)
- Lettres sur la Turquie, ou Tableau statistique, religieux, politique, administratif, militaire, commercial, etc., de l'Empire ottoman, depuis le khatti-cherif de Gulkanè (1839) (1853)
- La Question d'Orient devant l'Europe, documents officiels, manifestes, notes, firmans, circulaires, etc., depuis l'origine du différend, annotés et précédés d'une exposition de la question des Lieux-saints (1854) Texte en ligne
- Œuvres de Voiture : lettres et poésies. Nouvelle édition revue en partie sur le manuscrit de Conrart, corrigée et augmentée de lettres et pièces inédites, avec le commentaire de Tallemant des Réaux, des éclaircissements et des notes par M. A. Ubicini (2 volumes, 1855) Texte en ligne 1 2
- Ballades et chants populaires de la Roumanie (principautés Danubiennes) recueillis et traduits par Vasile Alecsandri, avec une introduction par M. A. Ubicini (1855)
- La Turquie actuelle (1855) Texte en ligne
- Provinces danubiennes et roumaines, avec Jean-Marie Chopin (1856) Texte en ligne
- La Question des principautés devant l'Europe, exposé sommaire des faits, accompagné de la collection complète des documents officiels, notes et circulaires diplomatiques, procès-verbaux, etc. depuis les conférences de Vienne (1855) jusqu'à la clôture des divans moldo-valaques (janvier 1858) (1858)
- La Serbie après le bombardement de Belgrade (1862)  Texte en ligne
- Grammaire de la langue roumaine, par V. Mircesco (Vasile Alecsandri), précédée d'un aperçu historique sur la langue roumaine, par A. Ubicini (1863) Texte en ligne
- Les Serbes de Turquie, études historiques, statistiques et politiques sur la principauté de Serbie, le Montenegro et les pays serbes adjacents. Géographie, statistique, organisation politique, religieuse, administrative, armée, finances, etc. (1865) en ligne
- Études historiques sur les populations chrétiennes de la Turquie d'Europe : les Serbes sous la domination ottomane (1389-1804) (1867)
- Constitution de la principauté de Serbie, annotée et expliquée par A. Ubicini (1871)
- État présent de l'Empire ottoman : statistique, gouvernement, administration, finances, armée, communautés non musulmanes, etc., d'après le Salnâmèh (Annuaire impérial) pour l'année 1293 de l'hégire (1875-76) et les documents officiels les plus récents, avec Abel Pavet de Courteille (1876) en ligne
- La Constitution ottomane du 7 zilhidjé 1293 (23 décembre 1876), expliquée et annotée par A. Ubicini (1877) - texte en ligne
- Les Origines de l'histoire roumaine, texte revu et publié sur le manuscrit de l'auteur et précédé d'une notice biographique, par Georges Bengesco (1886)

## Sources
- Sources biographiques : Adolphe Bitard, Dictionnaire général de biographie contemporaine française et étrangère, 1878, p. 1106-1107
- Sources bibliographiques : Bibliothèque nationale de France